# César II Auguste de Choiseul
 César II Auguste de Choiseul (né vers 1664 et mort le 18 mai 1684 devant Luxembourg) est le 2e duc de Choiseul de 1675 à 1684

## Biographie
César II Auguste de Choiseul est le fils unique d'Alexandre de Choiseul du Plessis-Praslin, comte de Plessis tué le 15 juin 1672 lors de la prise d'Arnheim pendant la guerre de Hollande et de son épouse Marie-Louise de Bellenave, fille de Claude Le Loup, seigneur de Bellenave et de sa seconde épouse Marie de Guénégaud.
Du fait de la disparition prématurée de son père, à la mort de son grand père César de Choiseul du Plessis-Praslin en 1675, il lui succède comme 2e duc de Choiseul, Pair de France et premier gentilhomme de la maison du duc d'Orléans. Il meurt lui-même le 18 mai 1684 à l'âge de 20 ans devant Luxembourg de blessures reçues lors de l'assaut de cette place forte. Il a pour héritier son oncle et homonyme César Auguste de Choiseul de Plessis-Praslin le 4e fils de César de Choiseul du Plessis-Praslin qui devient le 3e et dernier duc de la première création du duché pairie de Choiseul.